# Amerigo Dumini

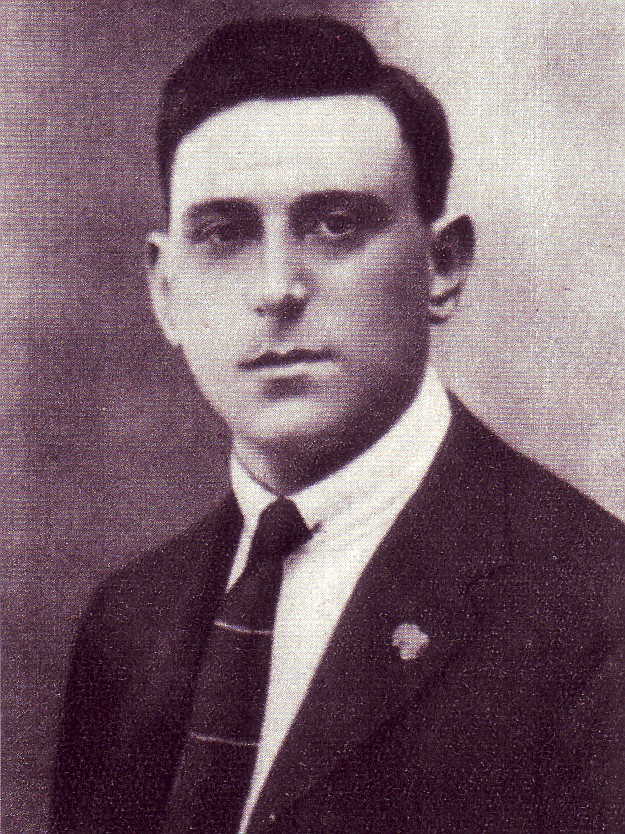
Amerigo Dumini

Amerigo Dumini (* 3. Januar 1894 in St. Louis, USA; † 25. Dezember 1967 in Rom) war ein italienischer Faschist, der als Anführer einer Schlägertruppe bekannt wurde, die 1924 den sozialistischen Politiker Giacomo Matteotti ermordete.

## Leben
Amerigo Dumini wurde im amerikanischen St. Louis als Sohn des italienischen Malers und Antiquars Adolfo Dumini und der britischen Immigrantin Jessie Wilson geboren. 1913 zog er nach Italien, trat in die dortige Armee ein und verzichtete auf seine US-amerikanische Staatsbürgerschaft. Im Ersten Weltkrieg war er zunächst einem Regiment der Feldartillerie, dann den Arditi zugeteilt, wurde zweimal verwundet und mit einer Silbermedaille ausgezeichnet.
Nach Kriegsende gründete er mit etwa zehn Gesinnungsgenossen den Fascio von Florenz und leitete eine Wochenzeitung dieser Gruppierung unter dem Namen Sassaiola fiorentina („Florentinischer Steinregen“). In dieser Zeit verübte er mehrere Gewalttaten, darunter die Ermordung des Sozialisten Renato Lazzeri und seiner Mutter in Carrara am 2. Juni 1921. Im Juli 1921 führte er fünf- bis sechshundert Squadristi nach Sarzana in einem Feldzug, der infolge des energischen Einschreitens der Carabinieri und des Widerstands der Bevölkerung zu einem Misserfolg für Dumini wurde. Er wurde daraufhin aus dem PNF ausgeschlossen,  flüchtete in die Schweiz und verblieb dort elf Monate, unterbrochen von einigen Kurzreisen nach Mailand, wo er sich mit den Faschisten Cesare Rossi und dem Parteisekretär Giovanni Marinelli befreundete. Nach dem Marsch auf Rom 1922 wurde Dumini mit Mussolinis Unterstützung wieder in die Partei aufgenommen und zum Leiter der Pressestelle des Großen Faschistischen Rates ernannt. 1923 beteiligte sich Dumini an Ausschreitungen gegen dissidente Faschisten und gegen den Antifaschisten Nitti. Stets auf der Suche nach einem Geldverdienst wurde Dumini im August 1923 in Pula verhaftet, als er versuchte, einen Dampfer mit restlichem Waffenmaterial aus dem italienischen Kriegsministerium an Jugoslawien zu verkaufen. Bei dieser Gelegenheit intervenierten General De Bono, Arnaldo Mussolini und das Pressebüro des PNF zu seinen Gunsten und erwirkten seine Freilassung.
Mit Mussolinis Einverständnis wurde Dumini Führer der sogenannten Ceka. Dies war eine Geheimpolizei nach dem Vorbild der russischen Tscheka, deren bekanntestes Verbrechen in der Entführung und Ermordung des sozialistischen Politikers Giacomo Matteotti bestand, der sich in einer vehementen Rede vor der Abgeordnetenkammer am 30. Mai 1924 gegen Mussolini geäußert hatte. Am 10. Juni saß Dumini als Anführer von sechs Schwarzhemden am Steuer des Lancia Lambda, in dem die Tat begangen wurde. Er wurde am 12. Juli in Roma Termini verhaftet und in einem Prozess im März 1926 mit Roberto Farinacci als Verteidiger zu fünf Jahren Haft verurteilt, von denen ihm vier erlassen wurden. Wegen Beleidigung des Gerichtspräsidenten wurde er im September 1926 zu weiteren 14 Monaten Gefängnis verurteilt. In der Haft bat er in Briefen an Mussolini um Begnadigung, wobei ihn auch seine Mutter unterstützte. Im Januar 1928 wurde er aus der Haft entlassen. In einem Brief an den Diktator vom 20. Mai 1928 drohte er mit Selbstmord, falls er keine weitere Unterstützung von Seiner Exzellenz erhalte. Das Regime bedachte ihn in der Folge mit zahlreichen Spenden, er wurde jedoch auch wiederum mehrmals verhaftet und eine Zeitlang auf die Tremiti-Inseln verbannt.
Im Mai 1934 bot ihm Mussolini ein Landgut in Derna in Libyen an, mit der Verpflichtung, nicht nach Italien zurückzukehren. In Libyen war Dumini unter anderem als Viehhändler oder Restaurantbesitzer tätig und wurde in seiner stetigen finanziellen Notlage immer wieder durch staatliche Zuwendungen unterstützt. Nach dem Rückzug der Italiener blieb er in Derna mit dem Auftrag, das Kommando über eine Spionage- und Sabotageorganisation zu übernehmen. Er wurde von den Briten entdeckt, im März 1941 verhaftet und am 7. April zum Tod durch Erschießen verurteilt. Es gelang ihm jedoch, zunächst nach Tunesien zu flüchten und nach Italien zurückzugelangen, wo er im August 1943 von der ersten Regierung Badoglio verhaftet und bald wieder befreit wurde. Während der verbleibenden Zeit der Sozialrepublik, eines deutschen Marionettenstaates, war er im Auto- und Waffenhandel tätig.
Nach dem Ende des Zweiten Weltkrieges wurde er am 18. Juli 1945 in Piacenza verhaftet und in einem erneuten Prozess zum Fall Matteotti, der vom 13. Januar bis zum 4. April 1947 in Rom stattfand, wegen vorsätzlichen Mordes zu lebenslanger Haft verurteilt. Nach einer kurzfristigen Begnadigung 1953 wurde er wiederum verhaftet und schließlich 1956 endgültig aus dem Gefängnis in Civitavecchia entlassen. Er starb 73-jährig am Weihnachtstag 1967 in Rom infolge eines Unfalls im Haushalt.